# Ghiacciaio Thomson
Il ghiacciaio Thomson è un ghiacciaio situato sulla costa di Bryan, all'estremità orientale della Terra di Ellsworth, in Antartide. Lungo circa 15 km, il ghiacciaio Thomson fluisce verso nord-nord-ovest, scorrendo tra la penisola Wirth, a ovest, la penisola Rydberg, il cui capo costituisce il limite orientale della costa di Bryan, a est, fino a entrare nella baia di Fladerer.

## Storia
Il ghiacciaio Thomson è stato mappato dallo United States Geological Survey grazie a fotografie aeree scattate dalla marina militare statunitense tra il 1961 e il 1966, tuttavia esso è stato così battezzato solo nel 2003 dal Comitato consultivo dei nomi antartici in onore di Janet Thomson, una geologa del British Antarctic Survey che diresse le operazioni di mappatura dagli anni 1980 al 2002, prendendo anche parte a un progetto anglo-americano volto alla redazione di mappe dei cambiamenti glaciologici e costieri avvenuti nella Penisola Antartica tra la fine degli anni 1990 e l'inizio degli anni 2000.